# ايس كومبات انفنتي
ايس كومبات انفنتي (بالإنجليزية: Ace Combat Infinity)‏ هي لعبة فيديو من نوع طيران حربي، صدرت في 20 مايو 2014، وهي متوفرة على أجهزة بلاي ستيشن 3. اللعبة من تطوير نامكو ومن نشر نامكو بانداي جيمز.

## قصة
تدور قصة اللعبة في عام 1994 حيث اصطدم كويكب بوليفيموس مع يوليسيس 5254 وهو أحد اقمار كوكب المشتري ونتج عن هذا الاصطدام حطام فضائي يقدر ب10،000 كتلة متجهة نحو كوكب الأرض مما دفع السلطات العالمية تجهيز أسلحة تدمير متطورة لحماية الكوكب قبل وصول هذا الحطام إليهم.